# Hải Châu (quận)
Hải Châu là quận trung tâm cũ của thành phố Đà Nẵng, Việt Nam.

## Địa lý
Quận Hải Châu có vị trí địa lý:

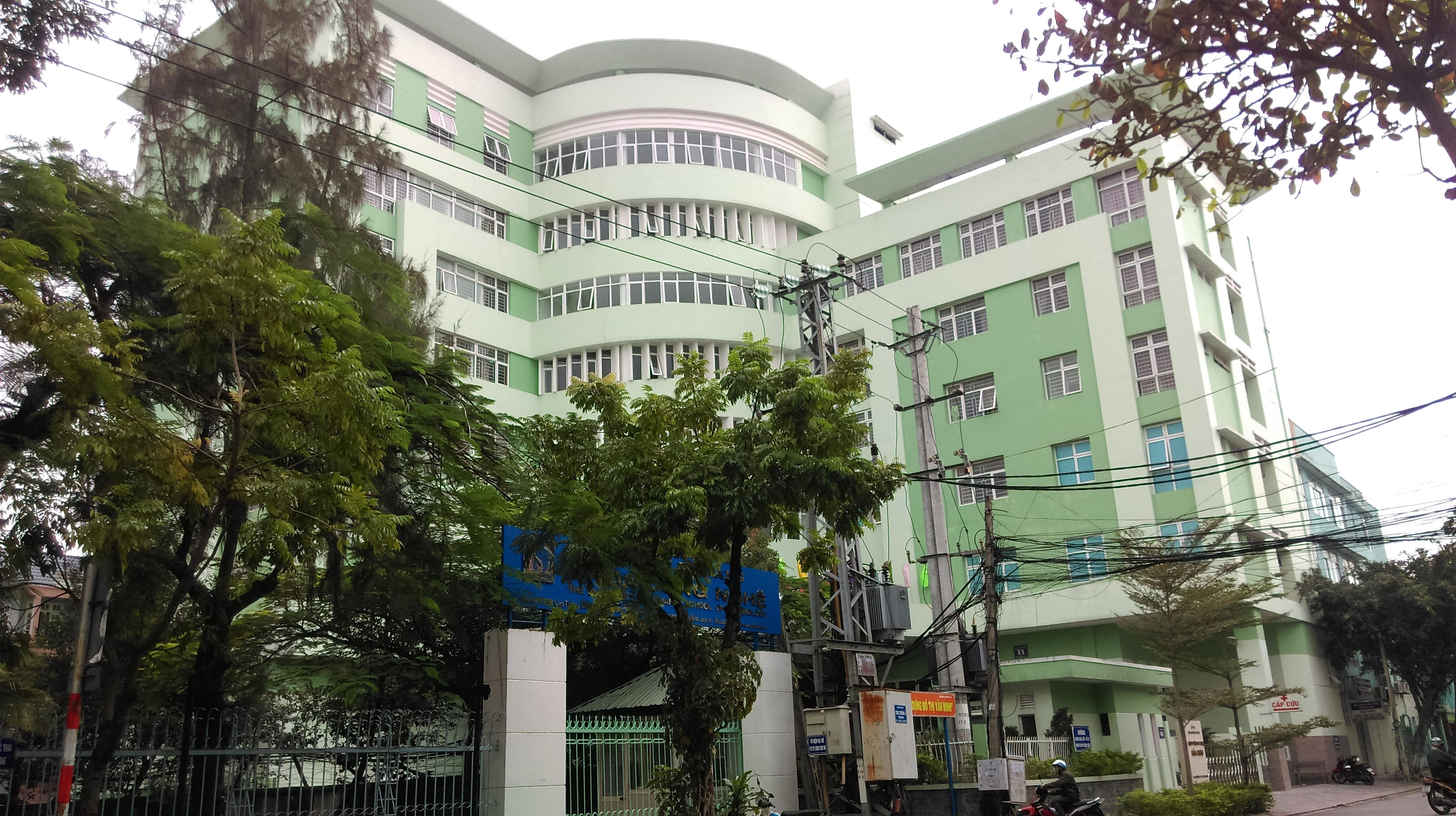
Trung tâm Y tế quận Hải Châu

- Phía đông giáp quận Ngũ Hành Sơn và quận Sơn Trà với ranh giới là sông Hàn
- Phía tây giáp quận Thanh Khê
- Phía nam giáp quận Cẩm Lệ
- Phía bắc giáp Biển Đông (Vịnh Đà Nẵng).

Quận Hải Châu là nơi tập trung chủ yếu các cơ quan ban ngành và là trung tâm kinh tế, văn hóa, chính trị và giáo dục của thành phố Đà Nẵng.

## Hành chính
Quận Hải Châu có 9 đơn vị hành chính cấp xã trực thuộc, bao gồm 9 phường: Bình Thuận, Hải Châu, Hòa Cường Bắc, Hòa Cường Nam, Hòa Thuận Tây, Phước Ninh, Thạch Thang, Thanh Bình, Thuận Phước.

## Lịch sử
Tháng 10 năm 1955, Chính phủ Việt Nam Cộng hòa thành lập thị xã Đà Nẵng, trong đó quận I (tương ứng với địa bàn quận Hải Châu ngày nay) gồm 9 khu phố: Xương Bình, Phước Ninh, Thiệu Bình, Hải Châu, Thạch Thang, Nam Dương, Hòa Thuận, Bình Thuận và Nại Hiên.
Ngày 6 tháng 1 năm 1973, Chính phủ Việt Nam Cộng hòa giải thể 9 khu phố thuộc quận I và chia lại thành 7 phường: Thiệu Bình, Xương Bình, Thạch Thang, Hải Châu, Nam Phước, Bình Hiên và Hòa Thuận.
Tháng 2 năm 1976, hai tỉnh Quảng Nam, Quảng Tín và thị xã Đà Nẵng thời Việt Nam Cộng hòa sáp nhập thành tỉnh Quảng Nam - Đà Nẵng. Lúc này, 3 quận I, II và III của thị xã Đà Nẵng cũ tạm thời trực thuộc tỉnh Quảng Nam - Đà Nẵng.
Ngày 30 tháng 8 năm 1977, Hội đồng Chính phủ ban hành Quyết định số 228-CP. Theo đó, sáp nhập 3 quận I, II và III thuộc tỉnh Quảng Nam - Đà Nẵng thành đơn vị hành chính: thành phố Đà Nẵng và đến ngày 6 tháng 11 năm 1996, Quốc hội ban hành Nghị quyết về việc chia và điều chỉnh địa giới hành chính một số tỉnh. Theo đó, chia tỉnh Quảng Nam - Đà Nẵng thành tỉnh Quảng Nam và thành phố Đà Nẵng trực thuộc trung ương. Thành phố Đà Nẵng có địa giới hành chính bao gồm thành phố Đà Nẵng cũ và hai huyện Hòa Vang, Hoàng Sa.
Ngày 23 tháng 1 năm 1997, Chính phủ ban hành Nghị định số 07/1997/NĐ-CP. Theo đó, thành lập quận Hải Châu trên cơ sở khu vực I thuộc thành phố Đà Nẵng cũ, bao gồm 12 phường: Hải Châu I, Hải Châu II, Thạch Thang, Thanh Bình, Thuận Phước, Bình Thuận, Hòa Thuận, Nam Dương, Phước Ninh, Bình Hiên, Hòa Cường và Khuê Trung.
Khi mới thành lập, quận có 2.373 ha diện tích tự nhiên và 203.264 người.
Ngày 2 tháng 3 năm 2005, Chính phủ ban hành Nghị định 24/2005/NĐ-CP. Theo đó:
- Chia phường Hòa Cường thành 2 phường: Hòa Cường Bắc và Hòa Cường Nam
- Chia phường Hòa Thuận thành 2 phường: Hòa Thuận Đông và Hòa Thuận Tây.

Ngày 5 tháng 8 năm 2005, Chính phủ ban hành Nghị định 102/2005/NĐ-CP. Theo đó, chuyển phường Khuê Trung về quận Cẩm Lệ mới thành lập.
Sau khi điều chỉnh địa giới hành chính, quận Hải Châu còn lại 2.059 ha diện tích tự nhiên và 198.829 người với 13 phường trực thuộc.

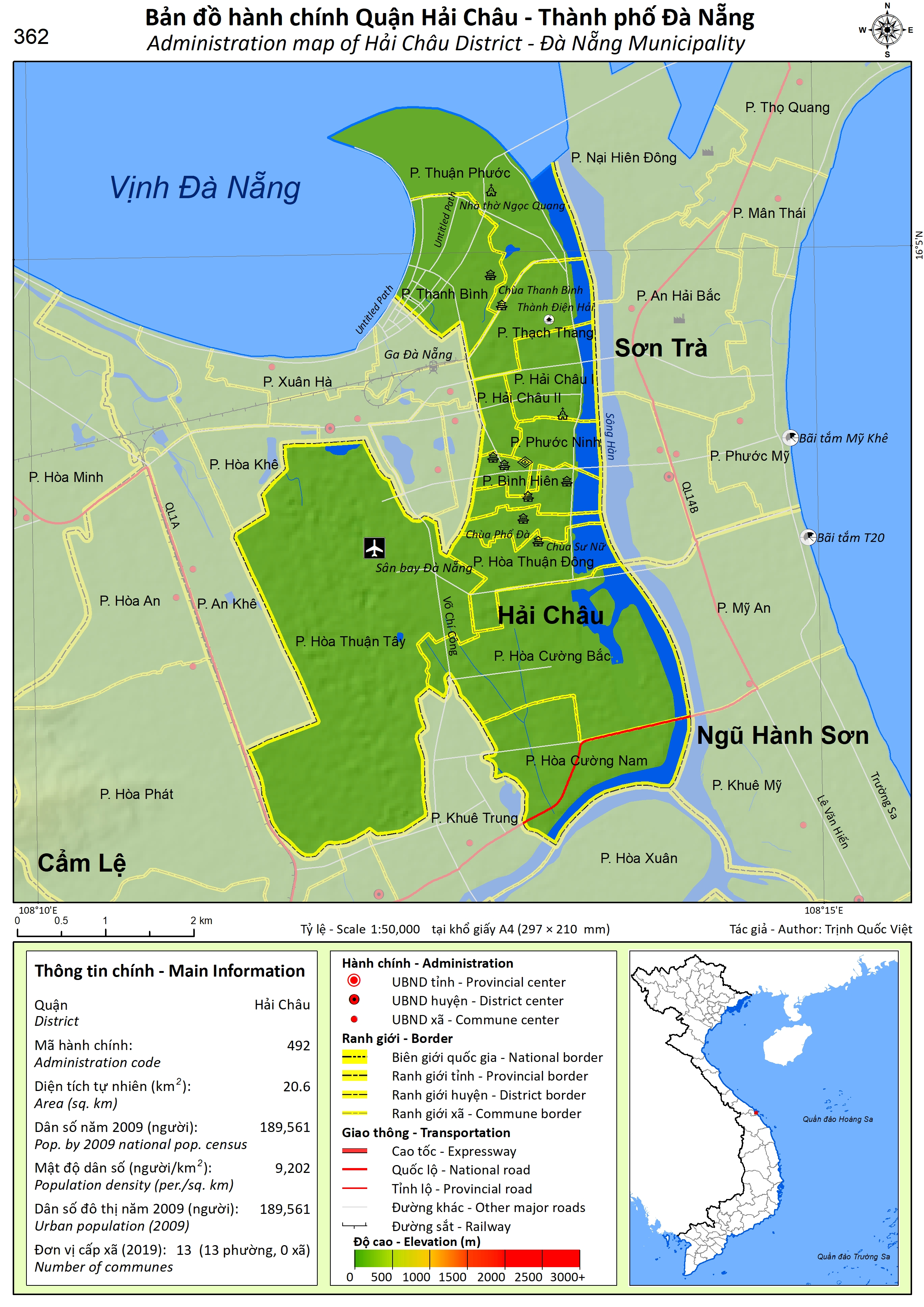
Bản đồ hành chính quận Hải Châu

Ngày 24 tháng 10 năm 2024, Ủy ban Thường vụ Quốc hội ban hành Nghị quyết số 1251/NQ-UBTVQH15 về việc sắp xếp đơn vị hành chính cấp huyện, cấp xã của thành phố Đà Nẵng giai đoạn 2023 – 2025 (nghị quyết có hiệu lực từ ngày 1 tháng 1 năm 2025). Theo đó:
- Sáp nhập phường Nam Dương và phường Bình Hiên vào phường Phước Ninh.
- Sáp nhập phường Hòa Thuận Đông vào phường Bình Thuận.
- Thành lập phường Hải Châu trên cơ sở phường Hải Châu I và phường Hải Châu II.
- Điều chỉnh một phần diện tích tự nhiên của phường Thuận Phước vào phường Thanh Bình.

Sau khi sắp xếp, quận Hải Châu có 9 phường trực thuộc như hiện nay.

## Kinh tế - xã hội

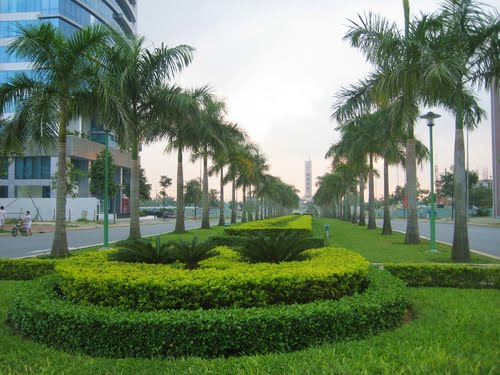
Một con đường tại quận Hải Châu.

Là một quận trung tâm, nằm sát trục giao thông Bắc Nam và cửa ngõ ra Biển Đông. Với một hệ thống hạ tầng giao thông phát triển mạnh, đồng thời, là trung tâm hành chính, thương mại, dịch vụ của thành phố, tập trung đông dân cư và các cơ quan, văn phòng của hầu hết các doanh nghiệp trên địa bàn thành phố, quận Hải Châu có một tầm quan trọng đặc biệt trong sự phát triển của TP Đà Nẵng về tất cả mọi mặt.

### Giáo dục
Một số trường Đại học, Cao đẳng đóng trên địa bàn quận như:
- Đại học Sư phạm – Kỹ thuật
- Đại học Kỹ thuật Y Dược Đà Nẵng
- Trường Đại học Mở Hà Nội (Phân hiệu Đà Nẵng)
- Đại học Kiến Trúc Đà Nẵng
- Đại học Đông Á
- Đại học Duy Tân (Trường Khoa học máy tính)
- Đại học Duy Tân (Trường Ngoại ngữ)
- Viện Nghiên cứu và đào tạo Việt – Anh
- Cao đẳng Lạc Việt
- Cao đẳng Phương Đông.

### Y tế
Một số bệnh viện đóng trên địa bàn quận như:
- Bệnh viện Điều Dưỡng Phục Hồi Chức Năng
- Bệnh viện Đa khoa Đà Nẵng
- Bệnh viện Đa khoa Hải Châu
- Bệnh viện Đa Khoa Gia Đình
- Bệnh viện Mắt Đà Nẵng
- Bệnh viện C Đà Nẵng
- Bệnh viện Đa khoa tư nhân Vĩnh Toàn
- Bệnh viện Phụ nữ TP. Đà Nẵng
- Bệnh viện quốc tế Vinmec.

## Dân số
Quận Hải Châu nếu không tính diện tích sân bay (8,42 km²) thì diện tích quận là 12,17 km² và mật độ dân số năm 2005 là 16.340 người/km².
Quận Hải Châu có diện tích 23,3 km², dân số năm 2018 là 221.324 người, mật độ dân số đạt 10.540 người/km².

## Du lịch
- Chợ Cồn
- Chợ Hàn
- Sân vận động Chi Lăng (hiện nay không còn tổ chức bóng đá nữa)
- Bảo tàng Đà Nẵng
- Bảo tàng Mỹ thuật Đà Nẵng
- Bảo tàng Nghệ thuật Điêu khắc Chăm Đà Nẵng
- Nhà thờ chính tòa Đà Nẵng (còn gọi Nhà thờ Con Gà).

## Giao thông
Sân bay Quốc tế Đà Nẵng là cảng hàng không lớn nhất miền Trung Việt Nam, nằm cách trung tâm quận khoảng 3 km
Một số đường phố: Trưng Nữ Vương, Nguyễn Thành Hãn, Trần Phú, Bạch Đằng, Duy Tân, Nguyễn Hữu Thọ, Phan Đăng Lưu, Nguyễn Hoàng, Hoàng Diệu, Núi Thành, 2 tháng 9, Trần Văn Trứ, Phan Châu Trinh, Nguyễn Văn Linh, Lê Đình Dương, Nguyễn Tất Thành, 3 tháng 2, Mai Lão Bạng, Triệu Nữ Vương, Ngô Chi Lan, Hải Hồ, Hải Sơn, Đống Đa, Như Nguyệt, Xuân Diệu, Cao Xuân Dục, Xô Viết Nghệ Tĩnh, Phan Trọng Tuệ, Đinh Liệt, Lê Duẩn, Lê Lợi, Lê Lai, Ba Đình, Nguyễn Thị Minh Khai, Nguyễn Chí Thanh, Nguyễn Du, Lương Ngọc Quyến, Phan Kế Bính, Hàn Mặc Tử, Võ Thị Sáu, Đinh Công Tráng, Hoàng Tích Trí, Tô Ngọc Vân,...

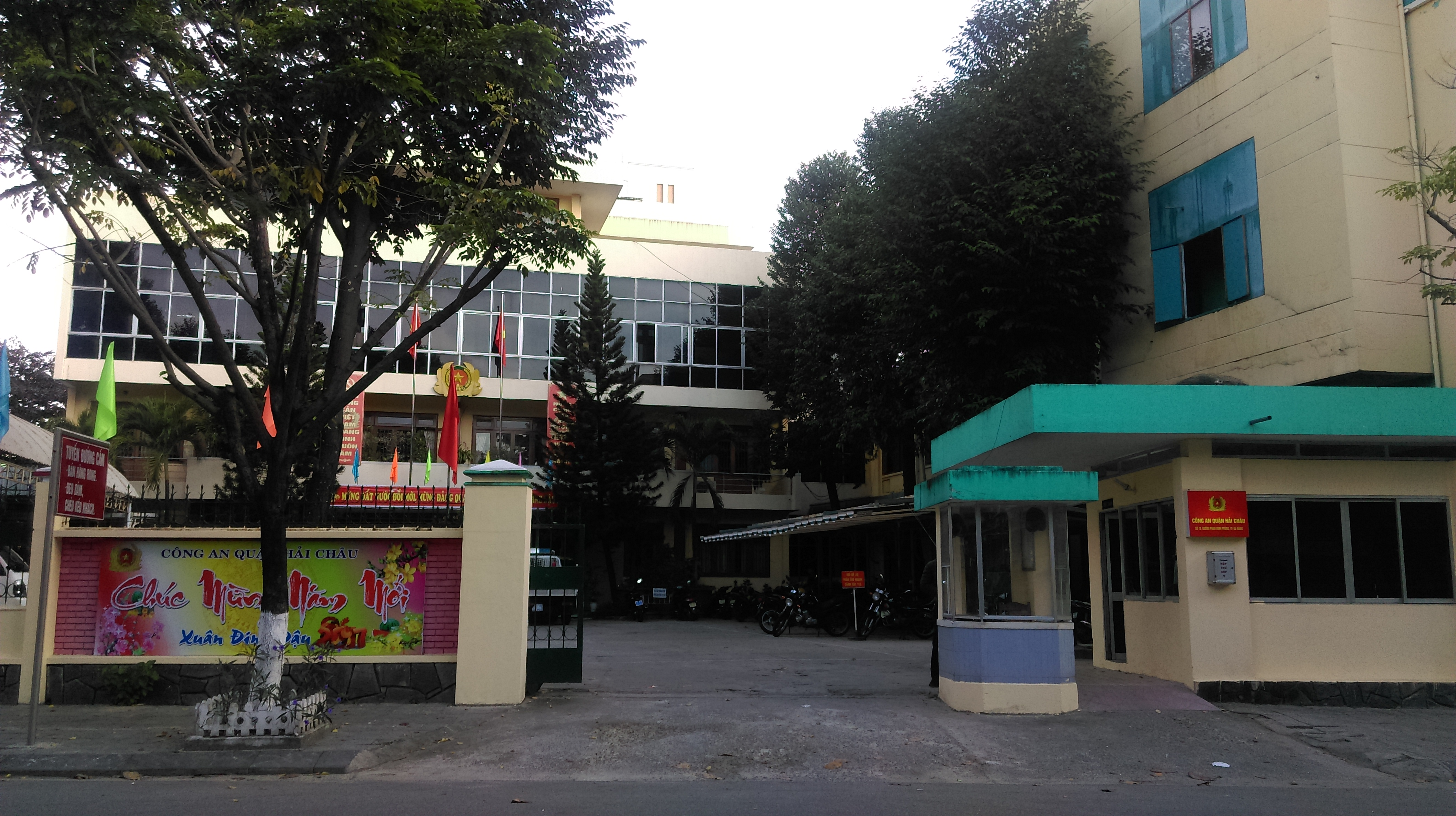
Công an quận Hải Châu

### Đường phố
- 3 tháng 2
- 30 tháng 4
- 2 tháng 9
- Ba Đình
- Bắc Đẩu
- Bạch Đằng
- Bùi Kỷ
- Bùi Sĩ Tiêm
- Bùi Viện
- Bùi Xuân Phái
- Ca Văn Thỉnh
- Cách Mạch Tháng Tám
- Cầm Bá Thước
- Cao Thắng
- Cao Xuân Dục
- Cao Xuân Huy
- Châu Thượng Văn
- Châu Văn Liêm
- Chi Lăng
- Chu Mạnh Trinh
- Chu Văn An
- Cô Bắc
- Cô Giang
- Đặng Nguyên Cẩn
- Đặng Thùy Trâm
- Đặng Tử Kính
- Đào Cam Mộc
- Đào Tấn
- Đinh Công Tráng
- Đinh Tiên Hoàng
- Đỗ Pháp Thuận
- Đò Xu
- Đỗ Xuân Cát
- Doãn Khuê
- Đoàn Quý Phi
- Đoàn Thị Điểm
- Đốc Ngữ
- Đống Đa
- Đức Lợi
- Dương Bá Trạc
- Dương Quảng Hàm
- Dương Thưởng
- Duy Tân
- Giang Văn Minh
- Hà Huy Giáp
- Hải Hồ
- Hải Phòng
- Hải Sơn
- Hàn Mặc Tử
- Hàn Thuyên
- Hồ Biểu Chánh
- Hồ Nguyên Trừng
- Hồ Tông Thốc
- Hoàng Diệu
- Hoàng Thúc Trâm
- Hoàng Tích Trí
- Hoàng Văn Thụ
- Hoàng Xuân Nhị
- Hùng Vương
- Huy Cận
- Huỳnh Lý
- Huỳnh Mẫn Đạt
- Huỳnh Ngọc Huệ
- Huỳnh Tấn Phát
- Huỳnh Thúc Kháng
- Lê Anh Xuân
- Lê Bá Trinh
- Lê Cơ
- Lê Đại
- Lê Đình Dương
- Lê Đình Lý
- Lê Đình Thám
- Lê Duẩn
- Lê Duy Lương
- Lê Hồng Phong
- Lê Khắc Cần
- Lê Khôi
- Lê Lai
- Lê Lợi
- Lê Nỗ
- Lê Quý Đôn
- Lê Sát
- Lê Thanh Nghị
- Lê Thánh Tôn
- Lê Thị Hồng Gấm
- Lê Văn Đức
- Lê Văn Long
- Lê Vĩnh Huy
- Lương Ngọc Quyến
- Lương Nhữ Hộc
- Lưu Quý Kỳ
- Lưu Trọng Lư
- Lý Nhân Tông
- Lý Thường Kiệt
- Lý Tự Trọng
- Mạc Đĩnh Chi
- Mạc Thị Bưởi
- Mai Am
- Mai Dị
- Mai Lão Bạng
- Man Thiện
- Nại Nam
- Ngô Chi Lan
- Ngô Gia Tự
- Ngô Tất Tố
- Ngô Thế Vinh
- Ngô Thị Liễu
- Nguyễn Bá Học
- Nguyễn Bình
- Nguyễn Chí Thanh
- Nguyễn Cư Trinh
- Nguyễn Đôn Tiết
- Nguyễn Đổng Chi
- Nguyễn Du
- Nguyễn Dữ
- Nguyễn Đức Cảnh
- Nguyễn Hanh
- Nguyễn Hoàng
- Nguyễn Hữu Cảnh
- Nguyễn Hữu Dật
- Nguyễn Hữu Thọ
- Nguyễn Khánh Toàn
- Nguyễn Khoái
- Nguyễn Lộ Trạch
- Nguyễn Phẩm
- Nguyễn Quang Bích
- Nguyễn Sơn
- Nguyễn Sơn Hà
- Nguyễn Súy
- Nguyễn Tất Thành
- Nguyễn Thái Học
- Nguyễn Thành Hãn
- Nguyễn Thành Ý
- Nguyễn Thi
- Nguyễn Thị Minh Khai
- Nguyễn Thiện Thuật
- Nguyễn Trác
- Nguyễn Trãi
- Nguyễn Tri Phương
- Nguyễn Trường Tộ
- Nguyễn Văn Linh
- Nguyễn Văn Thủ
- Nguyễn Văn Tố
- Nguyễn Văn Trỗi
- Nguyễn Xuân Nhĩ
- Nguyễn Xuân Ôn
- Như Nguyệt
- Nơ Trang Lơng
- Núi Thành
- Ông Ích Khiêm
- Pasteur
- Phạm Hồng Thái
- Phạm Ngọc Thạch
- Phạm Phú Thứ
- Phạm Thế Hiển
- Phạm Văn Bạch
- Phạm Văn Nghị
- Phan Anh
- Phan Bội Châu
- Phan Châu Trinh
- Phan Đăng Lưu
- Phan Đình Phùng
- Phan Huy Ôn
- Phan Kế Bính
- Phan Thành Tài
- Quang Trung
- Quy Mỹ
- Tạ Hiện
- Tăng Bạt Hổ
- Thái Phiên
- Thân Cảnh Phúc
- Thăng Long
- Thành Điện Hải
- Thanh Duyên
- Thanh Hải
- Thanh Long
- Thanh Sơn
- Thanh Thủy
- Thi Sách
- Thuận Yến
- Tiên Sơn
- Tiểu La
- Tố Hữu
- Tống Phước Phổ
- Trần Bình Trọng
- Trần Can
- Trần Cừ
- Trần Đăng Ninh
- Trần Hữu Trang
- Trần Kế Xương
- Trần Phú
- Trần Quốc Toản
- Trần Quý Cáp
- Trần Tấn Mới
- Trần Thị Lý
- Trần Văn Giáp
- Trần Xuân Lê
- Triệu Nữ Vương
- Trịnh Công Sơn
- Trưng Nhị
- Trưng Nữ Vương
- Trương Chí Cương
- Trường Chinh
- Tuệ Tĩnh
- Văn Cận
- Võ Thị Sáu
- Vũ Duy Thanh
- Vũ Hữu
- Vũ Trọng Phụng
- Xuân Diệu
- Xuân Tâm
- Ỷ Lan Nguyên Phi
- Yên Bái